# Un Canto por México, Vol. 1
Um Canto por México, Vol. 1 é o oitavo álbum de estúdio da cantora mexicana Natalia Lafourcade. Foi lançado em 8 de maio de 2020 pela Sony Music México. Foi premiado com o Grammy Latino de Álbum do Ano no 21º Grammy Latino em 2020, tornando Lafourcade a terceira mulher a ganhar este prêmio como artista principal, depois que Shakira e Rosalía. Além disso, o álbum ganhou o Prêmio Grammy de Melhor Álbum de Música Mexicana (incluindo Tejano) na cerimonia do Grammy Awards de 2021.
O primeiro single do álbum, "Una Vida", foi lançado em 5 de dezembro de 2019, enquanto o segundo single, "Veracruz" foi lançado em 21 de fevereiro de 2020.

## Antecedentes
O álbum fazia parte de um projeto destinado à reconstrução do Centro de Documentación del Son Jarocho em Jáltipan de Morelos, um edifício cultural que foi danificado após o terremoto de Puebla de 2017 em 19 de setembro de 2017. Suas experiências com o projeto, a comunidade local, a fundação Pienza Sostenible e o grupo mexicano Los Cojolitos, despertaram seu interesse por Son jarocho, um estilo musical folclórico regional mexicano de Veracruz e serviram de inspiração para o álbum.
O concerto, no qual o álbum se baseia, foi realizado no dia 4 de novembro de 2019, no Auditório Nacional, no México, com cantores convidados, incluindo o cantor mexicano Carlos Rivera e o músico uruguaio Jorge Drexler..

## Faixas
Todas as faixas são produzidas por Kiko Campos.
| N.º            | Título                                                          | Duração |  |
| 1.             | "El Balajú / Serenata Huasteca"                                 | 4:28    |  |
| 2.             | "Mexicana Hermosa (com Carlos Rivera)"                          | 4:12    |  |
| 3.             | "Veracruz"                                                      | 4:03    |  |
| 4.             | "Una Vida"                                                      | 4:21    |  |
| 5.             | "Hasta la Raíz (com Los Cojolites e Los Auténticos Decadentes)" | 4:32    |  |
| 6.             | "Ya No Vivo por Vivir (com Leonel García)"                      | 6:09    |  |
| 7.             | "Mi Religión"                                                   | 3:35    |  |
| 8.             | "Para Qué Sufrir (com Jorge Drexler)"                           | 3:46    |  |
| 9.             | "Nunca Es Suficiente"                                           | 4:20    |  |
| 10.            | "Sembrando Flores (com Los Cojolitos)"                          | 4:45    |  |
| 11.            | "Lo Que Construimos (com Emmanuel del Real)"                    | 4:06    |  |
| 12.            | "Un Derecho de Nacimiento (com Panteón Rococó)"                 | 5:21    |  |
| 13.            | "Mi Tierra Veracruzana (com Los Cojolitos)"                     | 4:11    |  |
| 14.            | "Cucurrucucú Paloma"                                            | 5:11    |  |
| Duração total: | Duração total:                                                  | 63:01   |  |